# Tamer Burjaq
Tamer Burjaq es un actor jordano-británico de cine, televisión y doble de riesgo conocido por sus apariciones en proyectos como Santana (2020), The Last Days of American Crime (2020), Sabuesos (2019), Eraser: Reborn (2022) y Bulletproof (2021).

## Filmografía
| Año       | Título                          | Papel                   | Notas |
| --------- | ------------------------------- | ----------------------- | ----- |
| 2008      | Generation Kill                 | Hombre iraquí           |       |
| 2010      | Get Out Alive                   | Líder cubano            |       |
| 2012      | Dredd                           | Guardaespaldas de Ma-Ma |       |
| 2012      | Susurros el el desierto         | Mann schwangere Frau    |       |
| 2013      | Zulú                            | Custodio de puerta      |       |
| 2013-2014 | Our Girl                        | Sohail                  |       |
| 2014      | Homeland                        | Farhad Ghazi            |       |
| 2015      | Saints & Strangers              | Wituwamat               |       |
| 2015      | Cape Town                       | Tasso                   |       |
| 2015-2016 | Of Kings and Prophets           | Asriel                  |       |
| 2016      | Dias Santana                    | Demean                  |       |
| 2016      | Detour                          | Ralph                   |       |
| 2016      | Tutankamun                      | Asistente de Lacau      |       |
| 2016      | Jamillah & Aladdin              | Guerrero Mongol         |       |
| 2017      | La Torre Oscura                 | Hombre enmascarado      |       |
| 2017      | The Last Post                   | NFL Espadachin          |       |
| 2017      | Accident                        | Piloto                  |       |
| 2018      | The Looming Tower               | Anfitrión Yemení        |       |
| 2018      | Tomb Rider                      | Mercenario              |       |
| 2018      | Deep Blue Sea 2                 | Kwame                   |       |
| 2018      | El rey escorpión 5              | Rey Memtep              |       |
| 2019      | Trackers                        | Tahir                   |       |
| 2020      | Bloodshot                       | Mombasa Gunman          |       |
| 2020      | Fried Barry                     | Hombre en cueva         |       |
| 2020      | Santana                         | Rasta Demon Spirit      |       |
| 2020      | The Last Days of American Crime | Ross King               |       |
| 2020      | Rogue                           | Masak                   |       |
| 2021      | Bulletproof                     | Dee                     |       |
| 2021      | Brian Mitchell                  | Danny                   |       |
| 2021      | Skemerdans                      | Mr. Ahmed               |       |
| 2022      | Erase: Renacer                  | Ramzis                  |       |
| 2023      | Revelation Road                 | Lashgar                 |       |
| 2023      | One Piece                       | Higuma                  | [ 2 ] |